# Centralizacja (prawo)

Graficzne przedstawienie scentralizowanej (A) i zdecentralizowanej (B) struktury władzy publicznej

Centralizacja – rozwiązanie normatywne, instytucjonalne, proceduralne i finansowe, którego istotą jest skupienie kompetencji i decyzji na najwyższym poziomie podziału terytorialnego państwa oraz hierarchiczne podporządkowanie organom i urzędom działającym na tym poziomie podmiotów funkcjonujących w terenie.
Centralizacja wiąże się z pozbawieniem samodzielności organów niższego szczebla (oraz funkcji samorządu lokalnego i terytorialnego), uzależnieniem ich od organów centralnych. Łączy się również z zależnością osobową i służbową, odsunięciem instytucji społecznych od udziału w rządach.
Centralizacja teoretycznie daje możliwość spojrzenia na lokalne problemy z szerszej perspektywy, łatwiejszego znalezienia wspólnych rozwiązań, zrealizowania większych celów, zbierania i analizowania większej ilości danych, stawiania bardziej dalekowzrocznych prognoz, mobilizowania większych zasobów ludzkich, materiałowych i finansowych, zwłaszcza w sytuacjach kryzysowych. Centralizacja państwa jest charakterystyczną cechą państw totalitarnych (np. III Rzesza, ZSRR).
Przykładami państw o scentralizowanej strukturze administracji publicznej są Grecja oraz Holandia.